# Theodoros (Toreut)
Theodoros (altgriechisch Θεόδωρος Theódōros) war ein antiker griechischer Toreut (Metallbearbeiter) aus Tarsos in Kilikien, der im 2. Jahrhundert tätig war.
Theodoros ist aufgrund seiner Hersteller-Signatur in altgriechischer Sprache auf bronzenen Strigilis (Schabeisen) bekannt (Θεόδωρος Ταρσεύς ἐποίει; Theodoros aus Tarsos hat [es] gemacht). 
Bekannt sind bisher vier Exemplare:
- aus der Umgebung von Pergamon[1]
- Istanbul, Rezan Has Museum[2]
- aus dem Römerlager von Buciumi in Rumänien, römische Provinz Dakien[3]
- aus Trient (Tridentum)[4]

Die Stücke mit Inschriften des Theodoros weisen eine breite Streuung (Kleinasien, Dakien, Oberitalien) auf und stehen damit beispielhaft für die Mobilität von Objekten im Römischen Reich. Mit Rouphos ist ein weiterer Toreut aus Tarsos aus der mittleren Kaiserzeit bekannt, der Strigilis gefertigt hat.